# Aura (fleuve)
Pour les articles homonymes, voir Aura.
L'Aura (finnois : Aurajoki, suédois : Aura å) est un fleuve côtier de la région de Finlande propre, dans le Sud-Ouest de la Finlande.

## Géographie
Ce fleuve prend sa source sur la commune de Pöytyä à une altitude d'environ 70 mètres et coule ensuite vers la Mer Baltique suivant un axe NE-SO dans une vallée agricole.
Il traverse les communes d'Aura, Lieto, Kaarina, passe en plein centre de la ville de Turku et rejoint la mer au niveau de l'Archipel de Turku.
Il franchit onze rapides majeurs, le plus important étant le rapide de Nautela à Lieto (17 mètres de dénivelé en 600 mètres).
Le fleuve fournit également l'eau potable de la ville de Turku (pompage de 50 000 m3/jour aux rapides de Halinen), et pour cette raison l'installation d'activités polluantes sur ses berges est très réglementée.

## Galerie

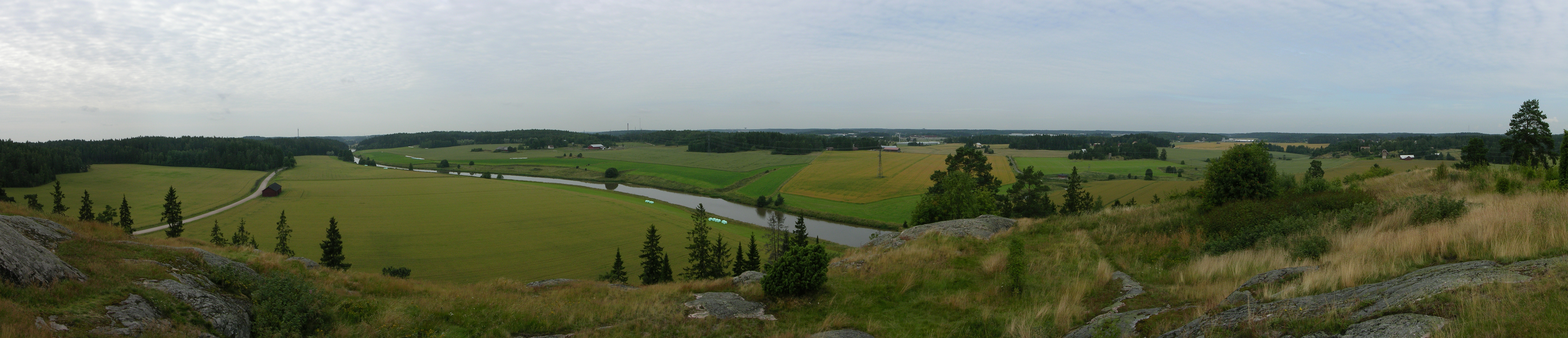
La vallée de l'Aura vue de l'.